# 도쓰카 요지
도쓰카 요지(일본어: 戸塚 洋二, 1942년 3월 6일~2008년 7월 10일)는 일본의 물리학자이다. 시즈오카현 후지시 출신으로 도쿄 대학 특별영예교수였으며 후지시 명예시민(제1호) 이었다.

## 인물
1960년에 시즈오카 현립 후지 고등학교를 졸업하고 1965년에 도쿄 대학 이학부 물리학과를 졸업했다. 1972년에는 도쿄 대학 대학원 이학계 연구과 박사과정을 수료했고 이학박사 학위를 취득했다. 그 후 도쿄 대학 이학부 교수를 거쳐 1988년에 도쿄 대학 우주선 연구소 교수를 역임했다.
1995년에는 가미오카 우주소립자 연구시설장으로 부임했고, 1997년부터는 도쿄 대학 우주선 연구소장, 이듬해 1998년에는 슈퍼 가미오칸데로 중성미자 진동을 확인하는 중성미자의 질량이 제로가 아님을 세계에서 처음으로 제시했다. 그러나 2001년에 일어난 슈퍼 가미오칸데의 광전자 증배관의 70%를 손실하는 대규모 파손 사고에 대한 책임을 지고 소장직에서 물러났다. 이듬해 2002년에는 고에너지 가속기 연구 기구 소립자 원자핵 연구소 교수로 부임했고 2003년부터 2006년까지 고에너지 가속기 연구 기구장을 맡았다. 2008년 7월 10일에 직장암으로 사망했다(향년 66세).
도쓰카는 2002년 노벨 물리학상 수상자인 고시바 마사토시의 애제자 가운데 한 명이었다. 고시바는 분게이슌주 2008년 9월호에 기고한 추모 문집 ‘제자의 조사를 읽는 통한’에서 도쓰카의 장례식 당시 조사를 낭독해 “앞으로 18개월, 네가 살아있었다면 국민 모두가 기뻐했을 것이다”라고 노벨상 수상을 기대받으며 세상을 떠난 것을 안타까워하며 밝혔다. 사후인 이듬해 2009년에 헤이세이 기초과학재단이 도쓰카의 공적을 기려 ‘도쓰카 요지상’을 창설했다. 더욱이 역시 고시바 문하생 중의 한 명으로 도쓰카로부터 지도를 받은 인물이자, 제1회 ‘도쓰카 요지상’ 수상자이기도 한 가지타 다카아키가 2015년에 노벨 물리학상을 수상해 도쓰카가 이루지 못했던 비원을 실현시키게 됐다.
통상적으로 높은 수준인 자연과학 연구에는 다수의 학자가 멤버로 참가하고 있는 경우가 대부분이어서 노벨상의 자연과학 부문에서는 하나의 주제에 대해 대표자 3명까지 수상이 인정되곤 있지만, 2015년도 노벨 물리학상 수상자로 선택된 것은 위에서 말한 가지타 다카아키와 아서 B. 맥도널드 등 두 사람 뿐이었다. 이는 본래대로라면 수상자 가운데 한 명으로 선택되었을 도쓰카를 위해서 스웨덴 왕립 과학원의 노벨상 선정위원회가 세 번째 수상자 자리를 일부러 공석으로 해둔 것이라는 견해가 있는데, 가지타도 NHK의 특별 프로그램에서 마찬가지로 생각한다고 밝혔다.

## 동료
- 사토 가쓰히코 - 고시바 마사토시의 노벨상 수상 시에 전화를 받았던 인물이며, 도쿄 대학 시절의 동료이기도 하다.

## 수상 경력
- 1987년 : 니시나 기념상

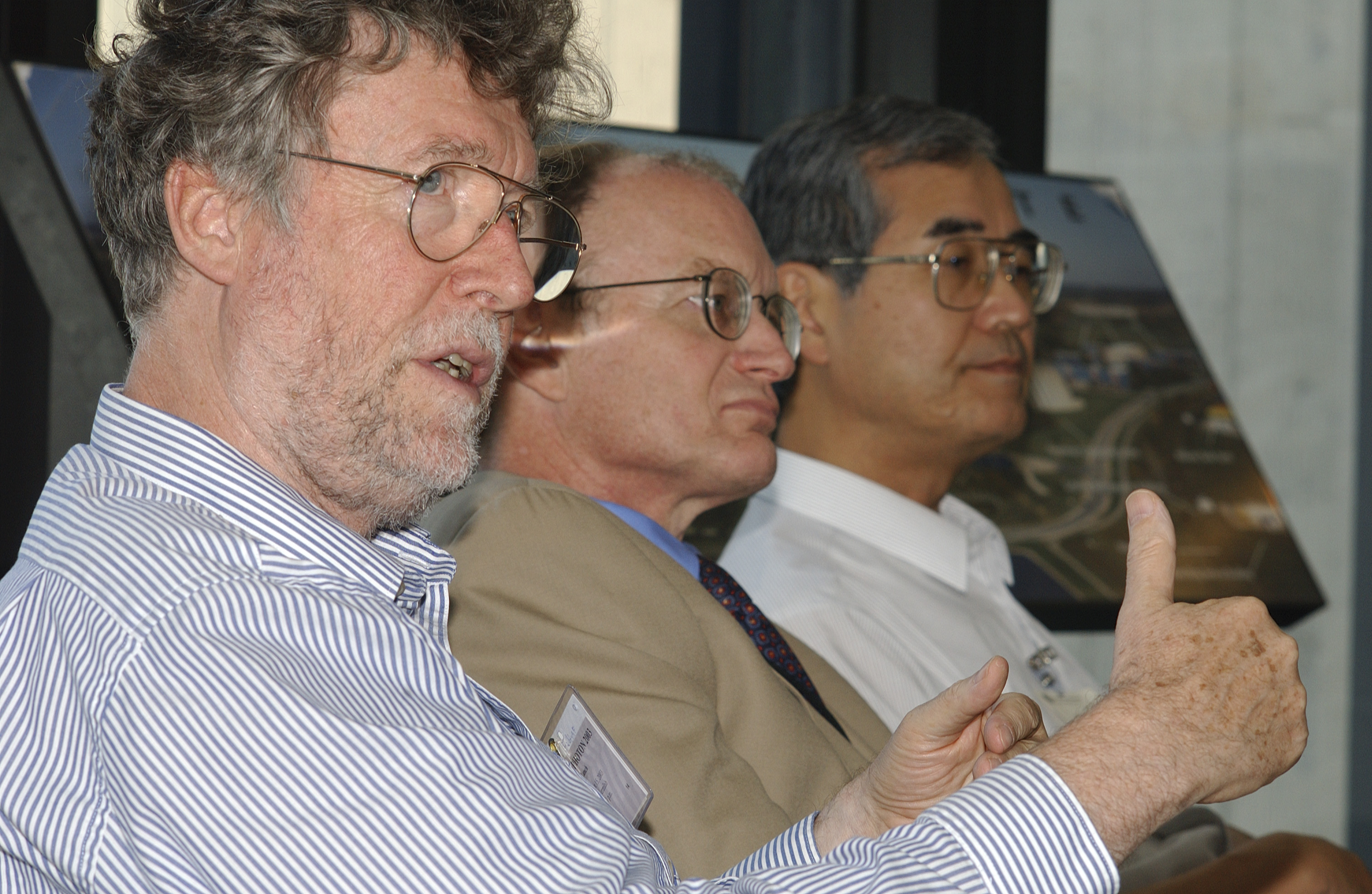
2003년 8월 15일, 독일 전자가속기연구소 소장 알브렉트 바그너(왼쪽), 페르미 국립 가속기 연구소 소장 마이클 위더렐(가운데)과 함께

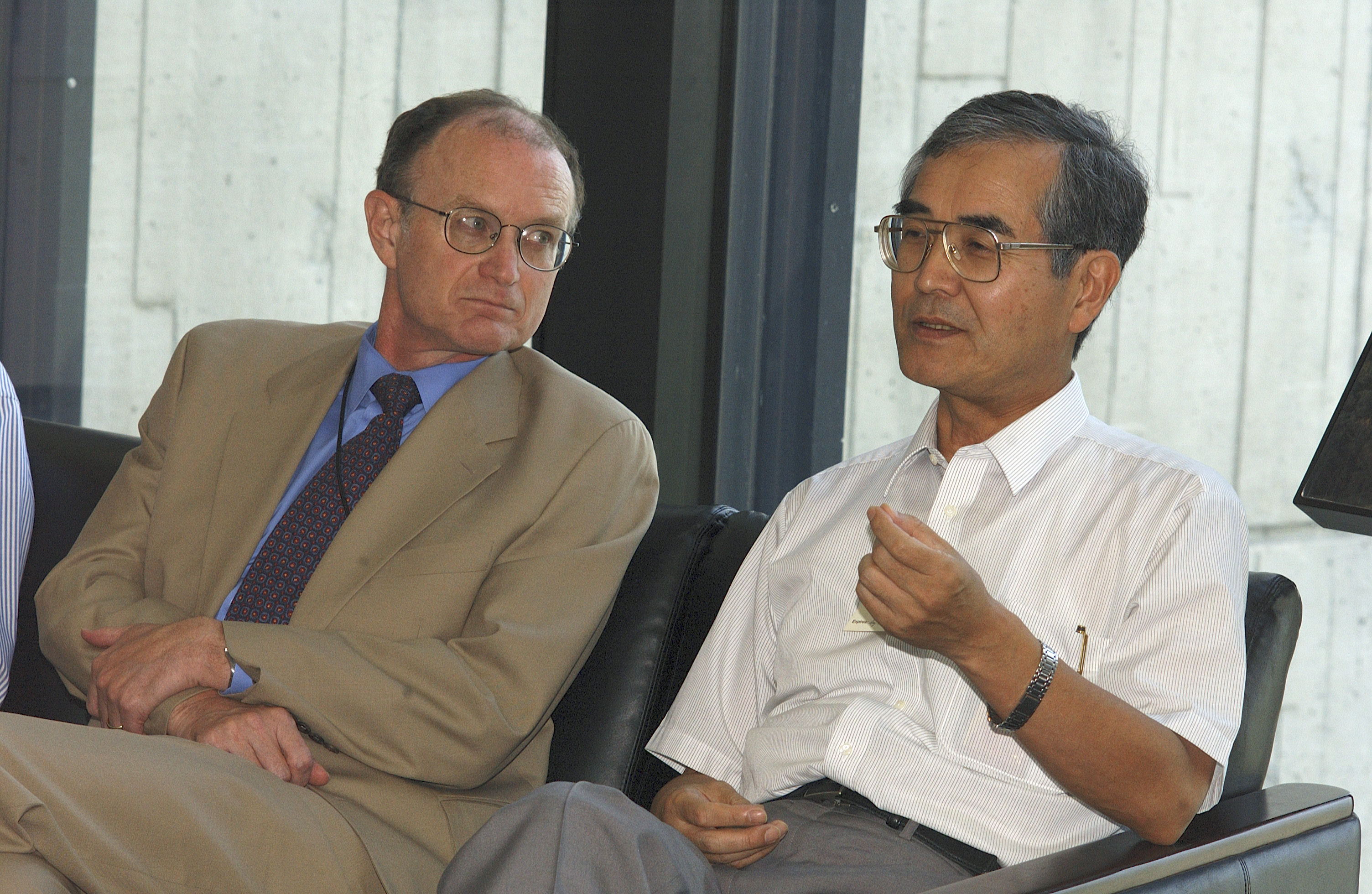
2003년 8월 15일, 페르미 국립 가속기 연구소 소장 마이클 위더렐(왼쪽)과 얘기를 나누고 있는 도쓰카

- 1989년 : 브루노 로시상(미국 천문학회)[9][주 1]
- 1990년 : 이노우에 학술상
- 1995년 : 유럽 물리학회 특별상
- 1998년 : 아사히상(아사히 신문)[주 2][10]
- 2002년 : 파노프스키상(미국 물리학회), 후지와라상(후지와라 과학재단)
- 2003년 : 브루노 폰테코르보상(두브나 합동핵연구소)
- 2007년 : 톰슨 로이터 선정 ‘노벨상 수상 예측 인물’, 벤저민 프랭클린 메달(프랭클린 연구소)

### 상훈
- 2002년 : 문화공로자, 후지시 명예시민
- 2004년 : 문화훈장
- 2008년 : 종3위

## 저서

### 서적
- 《양자는 파괴될까(陽子はこわれるか)》(마루젠, 1986년)
- 《현대의 우주상·우리 태양과 태양으로부터의 뉴트리노(現代の宇宙像・我が太陽と太陽からのニュートリノ)》(바이후칸, 1991년)
- 《이와나미 강좌 - 현대의 물리학 1: 소립자 물리(岩波講座 現代の物理学1 素粒子物理)》(이와나미 쇼텐, 1992년)
- 《땅속부터 우주를 뒤진다(地底から宇宙をさぐる)》(이와나미 쇼텐 이와나미 과학 라이브러리)

### 공저
- 《새로운 우주의 탐구(新しい宇宙の探求)》(이와나미 쇼텐, 1990년)

## 같이 보기
- 슈퍼 가미오칸데
- 고시바 마사토시
- 가지타 다카아키

### 주해
1. 1 2  가미오칸데 팀의 일원으로서 수상.[9]
2. 1 2  ‘가미오카 관측 그룹’ 대표자로서의 수상.

### 출전
1. 1 2  “訃報　戸塚洋二・前ＫＥＫ機構長が死去”. 2008년 7월 17일. 2020년 2월 11일에 확인함.
2. ↑  “富士市名誉市民 第1号 戸塚洋二氏”. 후지시. 2015년 12월 9일에 원본 문서에서 보존된 문서. 2015년 12월 28일에 확인함.
3. ↑  “折戸周治賞・戸塚洋二賞”. 헤이세이 기초과학재단. 2016년 3월 6일에 원본 문서에서 보존된 문서. 2015년 12월 28일에 확인함.
4. ↑  ‘ノーベル賞：梶田さん、兄貴分の無念晴らす’ “보관된 사본”. 2015년 10월 8일에 원본 문서에서 보존된 문서. 2015년 10월 11일에 확인함. - 마이니치 신문, 2015년 10월 7일 확인
5. ↑  “【竹内薫：科学エッセイ】3人目のノーベル物理学賞”. 2016년 1월 5일에 원본 문서에서 보존된 문서. 2015년 12월 28일에 확인함.
6. ↑  이토 겐 (2015년 10월 9일). “日本が圧倒的強さで当然受賞したノーベル物理学賞”. JBPRESS. 2015년 12월 28일에 확인함.
7. ↑  “【感動秘話】ノーベル物理学賞に残された「もう一枠」～梶田隆章さんが師と仰ぐ戸塚洋二氏の功績とは”. 슈칸 겐다이. 2015년 10월 24일. 2015년 12월 29일에 확인함.
8. ↑  〈とことん知りたい！ノーベル賞〉. 《NHK for School》. 2015년 12월 12일. NHK 종합. 2015년 12월 10일에 원본 문서에서 보존된 문서. 2016년 8월 20일에 확인함.
9. 1 2  “HEAD AAS Rossi Prize Winners”. 미국 천문학회. 2008년 4월 6일에 원본 문서에서 보존된 문서. 2015년 2월 6일에 확인함.
10. ↑  “아사히상 - 과거 수상자 일람” (일본어). 아사히 신문사. 2017년 7월 14일에 확인함.

## 참고 문헌
- “Biography of Yoji Totsuka”. 2007년 11월 2일에 확인함.
- “Franklin Institute Awards in 2007”. The Franklin Institute Awards. 2007년 10월 11일에 원본 문서에서 보존된 문서. 2007년 11월 2일에 확인함.
- Sobel, Henry W.; Suzuki, Yoichiro (2008). “Obituary: Yoji Totsuka (1942–2008)”. 《Nature》 454 (7207): 954. Bibcode:2008Natur.454..954S. doi:10.1038/454954a. 2009년 7월 25일에 확인함.